# Chiến dịch ném bom Đông Nam Á (1944–1945)

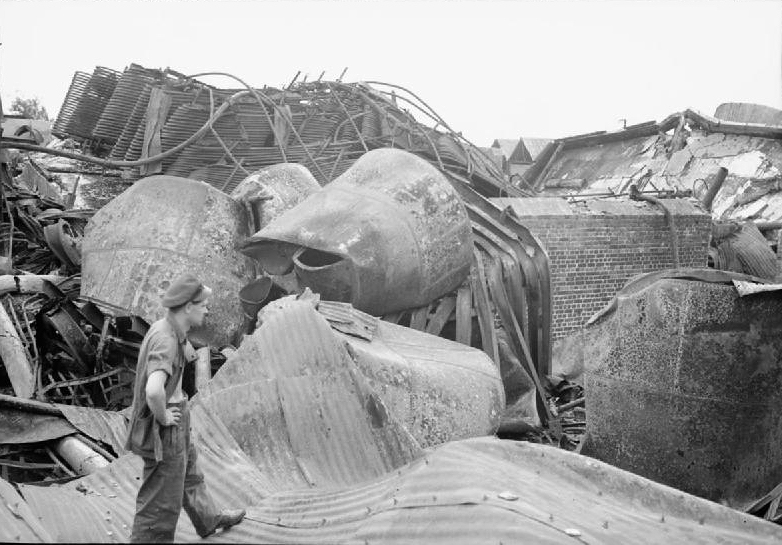
Thiệt hại do bom Đồng Minh gây ra

Lực lượng Đồng Minh đánh phá các căn cứ quân Nhật ở Đông Nam Á trong năm 1944-45 là các cuộc không kích được thực hiện bởi các máy bay xuất phát từ các hàng không mẫu hạm trên Ấn Độ Dương hay từ những căn cứ ở Ấn Độ, Trung Quốc và Úc. Mục tiêu là những tiền đồn của Đế quốc Nhật Bản ở Trung Quốc, Miến Điện, Đông Ấn thuộc Hà Lan (Indonesia), Thái Lan, Malaya và Việt Nam.

## Hải quân Hoàng gia Anh
Năm 1944, Hải quân Đức không còn là mối đe dọa thường trực cho Hải quân Hoàng Gia Anh ở châu Âu. Do đó quân Anh đã có thể chuyển một số lực lượng chính sang vùng Viễn Đông. Đây là bước đi quan trọng của họ nhằm giành lại ảnh hưởng ở chiến trường Thái Bình Dương. Tuy nhiên việc làm đầu tiên và quan trọng là phải phối hợp với quân Mỹ để có được những kinh nghiệm cần thiết để phục vụ cho các bước đi xa hơn tiếp theo. Để hiện thực hóa mục tiêu đề ra, quân Anh đã đánh phá tiêu hao tiềm lực quân Nhật thông qua các cuộc không kích các mỏ dầu và căn cứ Nhật tại Indonesia phối hợp cùng với các tàu của Mỹ như: USS Saratoga.
- Cockpit - BEF không kích Sabang 19-04-1944.
- Transom - BEF không kích Surabaya 17-05-1944.
- BEF Port Blair, Andaman Is. Raid 19-06-1944.
- Crimson - BEF không kích Sabang 25-07-1944 - Sommerville Force.
- Millet - Oanh tạc đảo Nicobar.
- Outflank - BEIF không kích Pangkalan Brandan 20-11-1944.
- Lentil - không kích Pankalan Brandon 04-01-1945.
- Meridian - không kích Palembang 25-01-1945.
- Sunfish - oanh tạc Sabang từ 8 đến 18-04-1945.
- Bishop - BEIF chiến dịch chuẩn bị cho cuộc đổ bộ lên Rangoon.

x Penang 15-05-1945.

## Không lực Lục quân Hoa Kỳ
- Matterhorn
- Gratitude